# Tenkan
Tenkan (転換 (chuyển hoán) nghĩa đen "chuyển đổi" hoặc "chuyển hướng") là tên trong tiếng Nhật của một hành động được thực hiện trong một số bộ môn võ thuật. Nó là một chuyển động quay 180 độ về phía sau của một người bằng chân trước. Nghĩa là, nếu chân trái tiến về phía trước, trục quay theo chiều kim đồng hồ, và nếu chân phải đi về phía trước thì trục quay là ngược chiều kim đồng hồ.

## Judo
Tenkan là một kỹ thuật được sử dụng trong judo.

## Aikido
Tenkan là một kỹ thuật rất phổ biến trong aikido. Về mặt chiến lược, tenkan thường được sử dụng để đặt tori kề lưng cùng phía với uke. Một vài đòn tấn công - kỹ thuật thường bắt đầu bằng việc thực hiện tenkan bao gồm: shōmen'uchi - kaitennage; katate-dori - shihōnage; và morote-dori - kokyūnage.
Một số phong cách của aikido thực hành sáu kỹ thuật cơ bản ashi sabaki (bước chân/động tác chân), mà tenkan là một trong số đó.
Sáu cách bước chân cơ bản này là:
- Tsugi-ashi (bước lê chân)
- Ayumi-ashi (bước so le chân)
- Kaiten (thay đổi hông để tránh bị tấn công)
- Tenshin (bước và quay để tránh bị tấn công)
- Tenkan (quay 180 độ để tránh tấn công)
- Ude-furi (bước xuay)